# 町尻量輔
町尻 量輔（まちじり かずすけ、1802年4月3日 - 1874年6月19日）は、江戸時代後期から明治時代初期にかけて活躍した日本の公卿。羽林家の家格を有する町尻家の第9代当主。

## 生涯
享和2年3月1日（1802年4月3日）、町尻量聡の子として生まれる。母は家女房。幼名は久馬丸。
文化3年1月18日（1806年3月7日）、叙爵。文化6年9月13日（1809年10月21日）、東宮児に任じられ、文化13年まで務めた。同年10月17日（1816年12月5日）、15歳で元服し昇殿を許された。文政7年8月8日（1824年8月31日）、拝賀した。
天保8年1月1日（1837年2月5日）、拝賀した。同年3月11日（4月15日）、従三位に叙され、公卿に列せられた。
弘化2年3月27日（1845年5月3日）、大宰大弐の補任を受け拝賀した。同年11月23日（12月21日）、豊明節会の外弁を務めた。翌年3月4日（1846年3月30日）、仁孝天皇崩御を受けて当色を賜い、同月7日（4月2日）には素服を賜い服喪、4月4日（4月29日）に除服宣下を受けた。
弘化5年から四年連続で踏歌節会の外弁を務めた。嘉永4年の踏歌節会では、一献の後に退出した。嘉永5年11月22日（1853年1月1日）、豊明節会の外弁を務め、一献の後に退出した。
安政3年1月12日（1856年2月17日）には踏歌節会の外弁を、11月14日（12月11日）には豊明節会の外弁を務めた。安政4年1月1日（1857年1月26日）、初めて元日節会の外弁を務めた。
安政5年1月2日（1858年2月15日）、初めて白馬節会の外弁を務めた。同年3月12日（4月25日）、参内して日米修好通商条約締結の条約案の内容の撤回を要求する書状に連署した（廷臣八十八卿列参事件）。
万延元年11月15日（1860年12月26日）、豊明節会の外弁を務め、二献の後に退出した。万延2年1月2日（1861年2月11日）、白馬節会の外弁を務めた。文久2年1月12日（1862年2月10日）、踏歌節会の外弁を務め、二献の後に退出した。
文久3年1月2日（1863年2月19日）、白馬節会の外弁を務め、12月29日（1864年2月6日）、参議に任じられた。文久4年1月2日（1864年2月9日）白馬節会の外弁（神酒勅使）を務め、1月7日（2月14日）に拝賀し着陣、1月20日（2月27日）従二位に昇叙した。9月15日（10月15日）、石清水放生会に参向した。11月19日（12月17日）、豊明節会の外弁を務めた。11月29日（12月27日）、賀茂臨時祭に参仕した。
元治2年1月12日（1865年2月7日）には踏歌節会の外弁（御酒勅使）を、慶応元年11月19日（1866年1月5日）には豊明節会の外弁（御酒勅使）をそれぞれ務め、どちらも役が終わり次第退出した。慶應2年1月12日（2月26日）には踏歌節会の外弁（御酒勅使）を、11月25日（12月31日）には豊明節会の外弁（御酒勅使）をそれぞれ務め、後者では役が終わり次第退出した。
慶応3年1月27日（1867年3月3日）、孝明天皇が崩御したことに伴い当色を賜い、2月2日（3月7日）に素服を賜い服喪、2月28日（4月2日）に除服宣下を受けた。9月26日（10月23日）、参議を辞した。3月20日（1868年4月12日）、権中納言に任じられ、8月19日（10月4日）に辞した。
明治4年2月8日（1871年3月28日）、隠居し、養嗣子量衡に家督を譲った。
明治7年（1874年）6月19日、薨去した。

## 官歴
天保8年以前は『公卿補任』第五篇, 仁孝天皇天保八年条を参照。
- 文化03年01月18日（1806年03月07日）、叙従五位下
- 文化13年10月17日（1816年12月05日）、叙従五位上、任出羽権介
- 文政02年01月25日（1819年02月19日）、叙正五位下
- 文政05年01月05日（1822年01月27日）、叙従四位下
- 文政07年06月04日（1824年06月30日）、任右近衛権少将
- 文政08年01月25日（1825年03月14日）、叙従四位上
- 文政11年01月20日（1828年03月05日）、叙正四位下
- 天保07年12月19日（1837年01月25日）、転右近衛権中将
- 天保08年03月11日（1837年04月15日）、叙従三位
- 天保13年06月14日（1842年07月21日）、叙正三位[24]
- 弘化02年03月27日（1845年04月11日）、任大宰大弐[3]
- 文久03年12月29日（1864年02月06日）、任参議[17]
- 文久04年01月20日（1864年02月27日）、叙従二位[18]
- 慶應03年09月26日（1867年10月23日）、辞参議[21]
- 慶応04年03月20日（1868年04月12日）、任権中納言[22]
- 慶応04年08月19日（1868年10月04日）、辞権中納言[22]

## 系譜
- 妻：万里小路局 - 池尻暉房三女
  - 養子：町尻量衡 - 豊岡治資六男